# Helmut Lachenmann
Helmut Lachenmann est un compositeur allemand, né à Stuttgart le 27 novembre 1935. Il est considéré comme le chef de file du mouvement Klang Komposition.

## Parcours
Helmut Lachenmann étudie le piano, la théorie et le contrepoint à Stuttgart (1955-1958), à Darmstadt (1957) avant d'aller étudier la composition avec Luigi Nono à Venise (1958-1960) et à Cologne avec Karlheinz Stockhausen (1963-1964).
Il enseigne par la suite à Stuttgart (1966-1970), Ludwigsburg (1970-1976), Hanovre, et intervient en master-classes dans les plus prestigieux centres de formation à la composition : Darmstadt, Toronto, Bâle, Akiyoshidai, Vienne, Chicago, Viitasaari, Oslo et au Conservatoire de Paris.

## Œuvre
« Au lieu du son ponctuel et immobile, il doit y avoir dans ma musique différentes sortes de son : des phénomènes d’oscillation, des impulsions, des couleurs statiques, des fluctuations, des textures et des structures »

— Lachenmann, La communication menacée, 1973.
Cherchant à dépasser la musique sérielle, Helmut Lachenmann s'est rapidement focalisé sur l'étude des phénomènes sonores en soi et surtout sur les mécanismes, les différents modes de production du son. Aussi sa musique intègre un grand nombre de modes de jeu non traditionnels, et nécessite souvent une amplification pour rendre audibles des subtilités extrêmes. Mais elle ne fait jamais étalage de catalogues d'effets sans objet. Tout son matériau musical œuvre dans le sens de la pensée structurelle, mise à l'épreuve du réel. Ainsi se tisse un lien fort et cohérent entre micro et macro-structure, constamment remis en question par un refus « rigoureux » de se plier à toute forme d'ordre pré-codifié.
Pression pour violoncelle seul (1969), reste un exemple emblématique de l‘œuvre de Lachenmann, avec cette idée de « musique concrète instrumentale », une écriture précise des timbres bruités via une notation singulière de la partition (gestes, positions, vitesses, pressions... de l'archet)
Ses œuvres sont régulièrement programmées dans tous les grands festivals de musique contemporaine : Holland Festival, Ars Musica Bruxelles, Festival d'Automne (Paris), Steiericher Herbst (Graz), Huddersfield, Tage für Neue Musik (Stuttgart), Tage für Neue Kammermusik (Witten), Musik der Zeit (Cologne), Chicago, Zurich, Ultima (Oslo), Viitasaari, Sarrebruck, Reggio Emilia ...

## Compositions
Parmi ses œuvres par ordre chronologique de composition :
- Rondo pour deux pianos (1957) ;
- Souvenir pour 41 instruments (1959) 15 min ;
- Cinq strophes pour 9 instruments (1961) ;
- Echo andante pour piano (1961-62) 12 min ;
- Szenario pour bande (1965) 12 min ;
- Trio Fluido pour clarinette, alto et percussion (1966-67) 16 min ;
- Consolation I pour voix et percussions (1967) 9 min ;
- temA pour flûte, voix et violoncelle (1968) 16 min ;
- Consolations II pour 16 voix solistes (1968) 6 min ;
- Pression (de) pour violoncelle seul (1969) 9 min ;
- Dal Niente (Intérieur III) pour clarinette seule (1970) 13 min ;
- Guero étude pour piano (1970/88) 5 min ;
- Kontrakadenz pour grand orchestre (1970-71) 18 min ;
- Gran Torso pour quatuor à cordes (1971-72/1978/1988) 23 min ;
- Consolation III et IV pour voix et orchestre (1973) ;
- Fassade pour grand orchestre (1973) 22 min ;
- Schwankungen am Rand (fluctuations au bord) pour cuivres, percussions et cordes (1974-75) 29 min ;
- Accanto pour clarinette et orchestre (1976) 26 min ;
- Les Consolations pour chœur et orchestre (1967/78) 38 min ;
- Tanzsuite mit Deutschlandlied pour orchestre avec quatuor à cordes (1979-80) 36 min ;
- Ein Kinderspiel sept petites pièces pour piano (1980) 15 min ;
- Harmonica pour tuba et orchestre (1981-83) 31 min ;
- Mouvement (- vor der Erstarrung) pour ensemble (1983-84) 23 min ;
- Ausklang pour piano et orchestre (1984-85) 52 min ;
- Toccatina étude pour violon seul (1986) 5 min[1] ;
- Staub pour orchestre (1985-87) 20 min ;
- Allegro sostenuto, pour clarinette/clarinette basse, violoncelle et piano (1986-88) 33 min ;
- Reigen seliger Geister (Ronde d’esprits bienheureux) quatuor à cordes no 2 (1989) 28 min ;
- Tableau pour orchestre (1988-89) 10 min ;
- „...zwei Gefühle...“, Musik mit Leonardo pour récitant et ensemble (1992) 23 min ;
- Das Mädchen mit den Schwefelhölzern. Musik mit Bildern (La Jeune fille aux allumettes. Musique en images) opéra d'après Andersen, Léonard de Vinci et Gudrun Ensslin (1988-96), 120 min ;
- Serynade pour piano (1997-98) 30 min ;
- Grido quatuor à cordes no 3 (2001-02) 25 min ;
- Schreiben pour orchestre (2003-04) 28 min ;
- Concertini pour ensemble (2005) 42 min ;
- Got Lost... musique pour voix et piano (2007-08) sur des textes de Friedrich Nietzsche et Fernando Pessoa, 26 min ;
- Konzert pour 8 cors et orchestre (2012).

## Écrits
- Musik als existentielle Erfahrung : Schriften [1959] 1966–1995, Wiesbaden, Breitkopf & Härtel/Insel, 1996
- Écrits et entretiens : choisis et préfacés par Martin Kaltenecker, Genève, Contrechamps, 2009

## Prix et distinctions
- Prix de composition de la ville de Stuttgart (1968)
- Prix Bach de la Ville libre et hanséatique de Hambourg (1972)[2]
- Prix Ernst von Siemens (1997)
- Membre de l'Académie des arts de Berlin (1981)[3]
- Membre des Académies des arts de Hambourg, Leipzig, Mannheim, Munich, et de Belgique
- Officier de l'ordre du Mérite de la République fédérale d'Allemagne (Bundesverdienstkreuz 1. Klasse) (2011)
- Commandeur des arts et des lettres (2012)[4]

Il est lui-même membre du jury du prix de composition Tōru Takemitsu en 2009

## Discographie
- Ausklang, Tableau – Peter Eötvös, Hans Zender, 1991, Col Legno
- Reigen seliger Geister, Tanzsuite mit Deutschland - Olaf Henzold, 1994, Montaigne
- Schwankungen am Rand - Peter Eötvös, Ensemble Modern, 2002, ECM, New Series 1789, 461 949-2.
- Das Mädchen mit den Schwefelhölzern - Sylvain Cambreling, 2004, ECM
- Das Mädchen mit den Schwefelhölzern, Musik Mit Bildern - Lothar Zagrosek, 2007, Kairos